# Капитолий штата Юта
Капитолий штата Юта (англ. Utah State Capitol) находится в городе Солт-Лейк-Сити (англ. Salt Lake City) — столице штата Юта. В нём проводит свои заседания Легислатура штата Юта (англ. Utah State Legislature), состоящая из Палаты Представителей и Сената штата Юта. В нём также находится офисы губернатора и вице-губернатора Юты.

## Здания правительства штата до постройки Капитолия
24 июля 1847 года первые американские поселенцы прибыли туда, где сейчас находится штат Юта. В настоящее время в этот день в штате празднуется «День пионера». В 1849 году Бригам Янг от лица мормонских пионеров обратился в Конгресс США с прошением принять Дезерет (так никем и не признанный) в состав США. Прошение было отклонено. Сентябрь 1850 года был ознаменован компромиссом между северными и южными штатами. Согласно ему, кроме всего прочего, образовывалась территория Юта. Тогда же была создана Легислатура территории Юта. Временным местом проведения заседаний, до постройки Капитолия, было обозначено здание Муниципалитета Солт-Лейк-Сити.
В 1850—1851 годах в Легислатуре шли дискуссии по поводу столицы территории. В итоге был выбран город Филлмор, округ Миллард (названы в честь президента Милларда Филлмора). В 1852—1856 там и было построено то, что сейчас называют «Здание территории Юта» (проект Трумэна Анджелла). Но финансирование Конгресса США было недостаточными, и поэтому было закончено одно южное крыло. Только одну полную сессию Легислатура провела там. Следующая тоже была начата там, но в декабре 1856 столица была перенесена в Солт-Лейк-Сити, и Легислатура, соответственно, переместилась туда же, обратно в муниципалитет. Далее правительство сменило несколько зданий, включая сити-холл.

## История Капитолия

### Первые предложения
Со временем большая часть правительства понимала, что те здания, в которых они заседали и заседают, очень малы. К тому же, нужно было и постоянное здание. 1 марта 1888 года муниципалитет Солт-Лейк-Сити выделил приблизительно 20 акров (81,000  м²) земли к северу от пересечения Стейт Стрит и Норс Секонд Стрит. Одновременно была создана Комиссия Капитолия, которая должна была отобрать среди прочих самый лучший план здания. В итоге выбор пал на Элайджу Майерса, который был известен проектами Капитолия штата Мичиган, а также Техаса и Колорадо. В 1891 году проект был представлен, но сразу же отклонён комиссией из-за дороговизны постройки (1 000 000$). Поиск нового проекта отсрочили до принятия Юты в состав США. 4 января 1896 года Юта стала 45-м штатом США.

### Проектирование

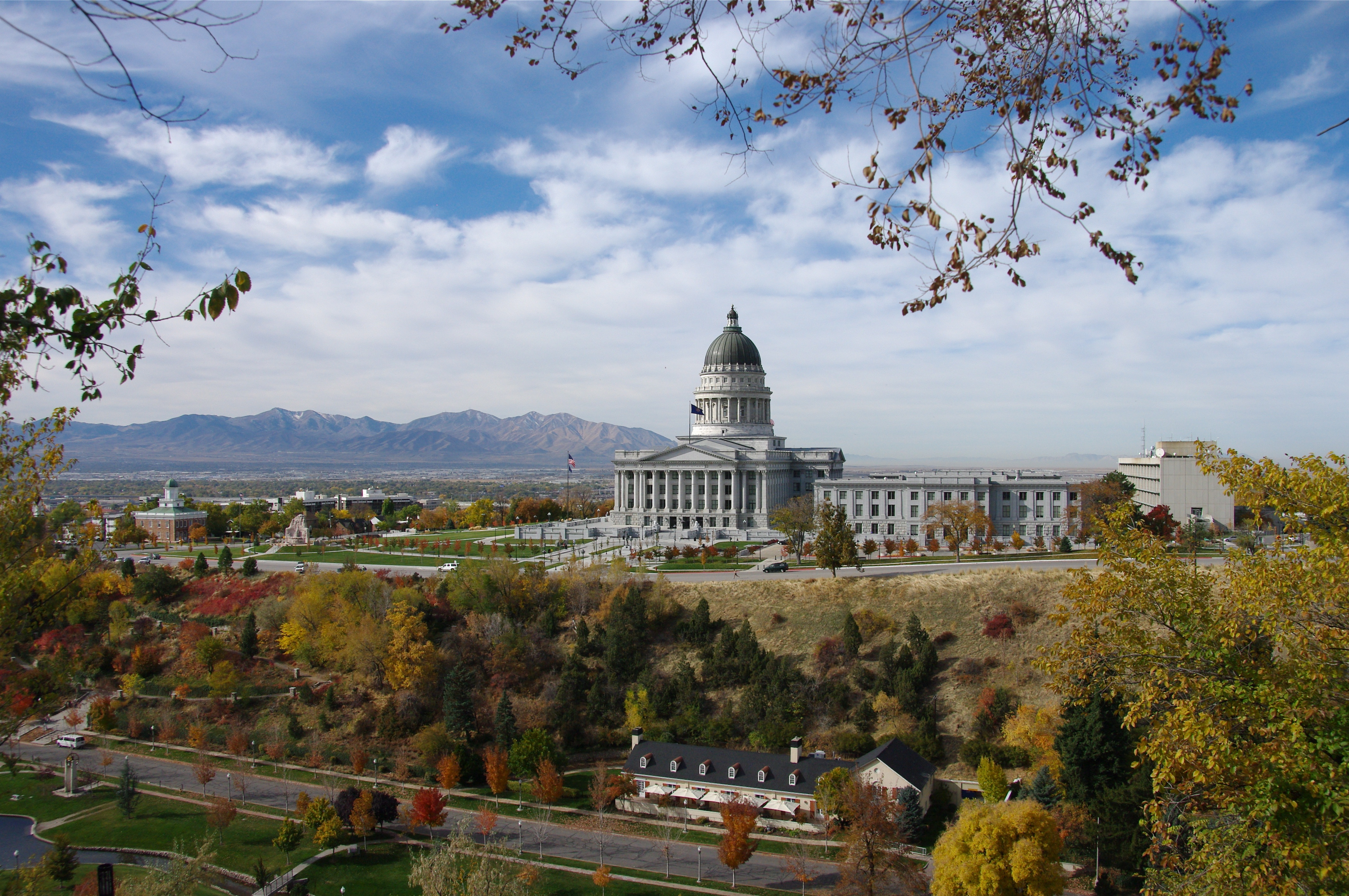
Капитолийский холм.

В 1896-1909 годах фактически о строительстве Капитолия забыли, даже проекты не приходили. В 1909 губернатор Уильям Спри выступил с речью в Легислатуре Юты, в которой призывал выделить средства и создать новую Комиссию Капитолия, аргументируя это тем, что штат Юта был одним из нескольких немногих штатов и территорий, где ещё нет Капитолия. Речь оказалась действенной, и к 1911 году было собрано, в т.ч. с помощью облигаций, 1 350 000$. Указом губернатора Уильяма Спри сумма была утверждена только в 1 000 000$.
Сразу же Комиссия Капитолия начала активные действия. На компанию Olmsted Brothers из Массачусетса была возложена ответственность за ландшафт. Были споры о месте строительства, но всё же решили остановиться на предоставленной в 1888 году земле.
Комиссия определила стиль будущего Капитолия, количество этажей, площадь, а также затраты, которые не должны превысить 2 000 000$. 30 августа 1911 программа была одобрена и разослана по нескольким архитектурным конторам. Из множества подавших заявки были отобраны 24 компании, из которых на конкурсе должен был определится победитель. Но не всем это понравилось, и в итоге компаний стало только 8. К 13 марта 1912 года был отобран победитель, компания Richard K.A. Kletting and Young & Sons из Солт-Лейк-Сити. Чтобы внести последние штрихи в свой проект, Ричард Клеттинг посетил несколько капитолиев на востоке США, в т.ч. Капитолий штата Кентукки. 15 июля 1912 проект был полностью закончен.

## Строительство

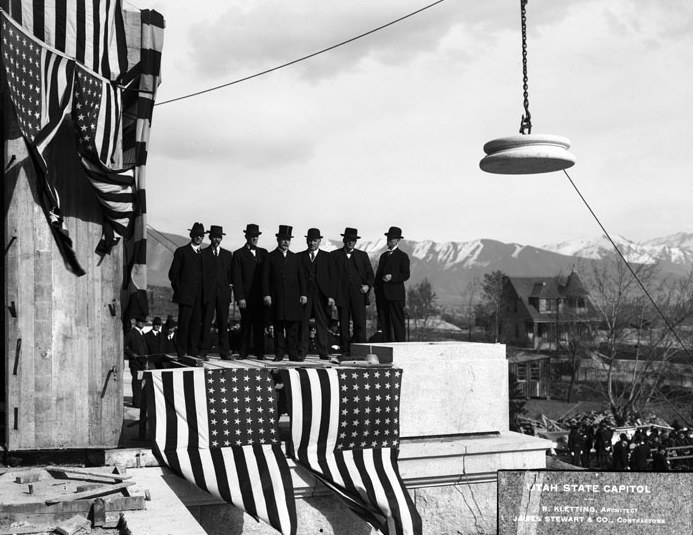
Церемония заложения краеугольного камня. 4 апреля 1914.

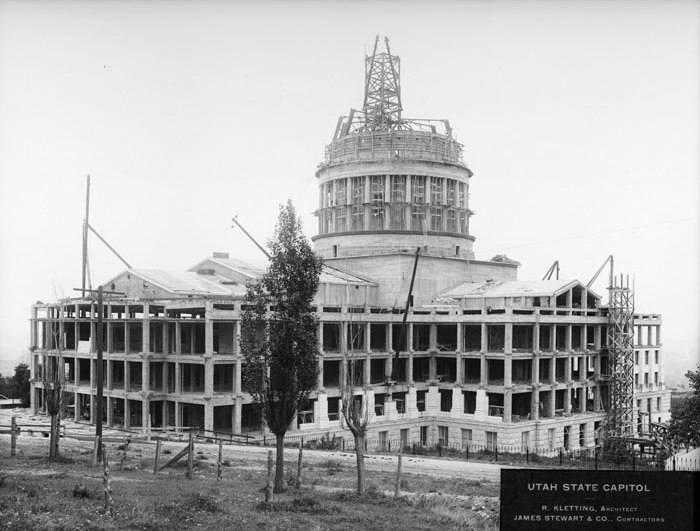
16 мая 1914.

К 19 декабря 1912 года были найдены подрядчики в виде Джорджа Моргана и James Stewart & Company. Начались работы по благоустраиванию земли, так как она была не пригодна под строительство. К началу 1913 года паровые экскаваторы выкопали нужную часть земли.
Весной 1913 года начали строить подвал, устанавливать стальные колонны. Фактически стройплощадка представляла собой маленький городок: были возведены небольшие магазинчики для строителей, офисы, сооружена железная дорога для подвоза материалов. Гранит привозился из Малого каньона Коттонвуда (близ Солт-Лейк-Сити) и шахт Альты.  4 апреля 1914 года состоялась церемония заложения краеугольного камня, на которой присутствовал губернатор Уильям Спри.
К концу лета 1914 строительство подвала, второго этажа и наружных стен приближалось к завершению. Активно велась работа над куполом. Комиссия Капитолия заверяла членов Легислатуры, что 11-ю сессия они начнут в оконченном здании. Только 11 февраля 1915 помещения для Палаты представителей и Сената Юты были готовы, тогда как в помещениях для правительства и суда работы велись ещё год.
Торжественное открытие состоялось 9 октября 1916 года. Стоимость затрат составила 2,739,538.00$. В 1978 году Капитолийский холм был внесён в Национальный реестр исторических мест.

### Реконструкция и модернизация
Летом 2004 года Капитолий закрыли на обширную реконструкцию, которая включала реставрационные работы и сейсмическую модернизацию. B плане по реконструкции значились следующие цели: усилить фундамент, чтобы Капитолий мог выдержать как минимум землетрясение 7.3 балла, а затем привести в первозданный вид оригинальные детали архитектуры. 7 августа 2004 года был проведён "День открытых дверей". Целью его была оценка общественностью внесённых изменений. 8 августа началась реконструкция других зданий Капитолийского холма. В частности, было снесено кафе, построенное неподалёку в преддверии Зимних Олимпийских игр 2002 года.
Был модернизирован водопровод, отопление, электропроводка. Проводилось масштабное восстановление: размер многих помещений был возвращён к оригинальному, так как до этого каждое из них кроили на более мелкие. Был расширен зал заседаний Сената Юты. Дизайн помещений был выполнен таким, каким он был в 1916 году. 550 алюминиевых окон, поставленных в 1960-е, были заменены на новые, сделанные из искусственного красного дерева,. В некоторые были поставлены пуленепробиваемые стёкла. Оригинальная мебель была восстановлена, а взамен утраченной была изготовлена в точности такая же.